# 21. deželnostrelska divizija (Avstro-Ogrska)
21. deželnostrelska divizija (izvirno nemško 21. Landwehr/Schützen-Division) je bila pehotna divizija avstro-ogrskega domobranstva, ki je bila aktivna med prvo svetovno vojno.

## Zgodovina
Aprila 1917 je bila divizija preimenovana iz 21. Landwehr-Division (21. domobranska divizija) v 21. Landschützen-Division (21. deželnostrelska divizija).
Med enajsto soško ofenzivo je bila divizija podvržena nenehnim italijanskim napadom, tako da je 25. avgusta 1917 imela le še 1100 vojakov, zaradi česar je bila umaknjena iz fronte.

## Organizacija
Maj 1941
- 41. domobranska pehotna brigada
- 42. domobranska pehotna brigada
- 21. domobranski poljskohavbični divizion
- 21. domobranski poljskotopniški divizion

## Poveljstvo
Poveljniki (Kommandanten)
- Artur Przyborski: avgust - december 1914
- Alois Podhajsky: januar 1915 - julij 1917
- Karl Haas: avgust - september 1917
- Alois Podhajsky: oktober 1917 - maj 1918
- Anton Klein: junij - november 1918